# Nasrin Bassiri
Nasrin Bassiri (geboren 1945 in Teheran) ist eine iranisch-deutsche Politikwissenschaftlerin und Journalistin.

## Leben
Nasrin Bassiri studierte Politikwissenschaft an der Universität Graz, wo sie auch promoviert wurde. Von 1974 bis 1979 war sie Lehrbeauftragte an der Fachhochschule für Wirtschaft in Berlin. Nach der Iranischen Revolution 1979 kehrte sie nach Teheran zurück, lehrte an der Teheraner Universität und engagierte sich in Frauenrechtsorganisationen. 1984 floh sie aus dem Iran nach Berlin, nachdem sie dort im Widerstand gegen das Khomeini-Regime aktiv gewesen war. In Berlin engagierte sie sich für iranische Geflüchtete, arbeitete in Flüchtlingsheimen und engagierte sich im Flüchtlingsrat. 1986 gründete sie mit Gleichgesinnten den Verein Iranischer Flüchtlinge. Ab 1992 hatte sie in Schöneberg die einzige Bezirksstelle für die Beratung von Immigrantinnen in ganz Berlin inne. Nach dreieinhalb Jahren kündigte sie aus Protest gegen die „unwürdige Behandlung“ durch eine SPD-Stadträtin, die ihre Arbeit immer wieder behindert habe, und nahm eine neue Tätigkeit als Frauenbeauftragte in der Kunsthochschule Berlin-Weißensee auf. Sie lehrte an mehreren Berliner Hochschulen.
1991 veröffentlichte sie eine Kritik an dem Bestseller Nicht ohne meine Tochter der amerikanischen Autorin Betty Mahmoody unter dem Titel Nicht ohne die Schleier des Vorurteils, die stark rezipiert wurde.  Die Literaturwissenschaftlerin Christine Garbe nannte diese Schrift 1999 ein Beispiel dafür, dass „die ausführlichste Auseinandersetzung mit Mahmoodys Buch ... von Exil–Iranerinnen und -Iranern geleistet [wurde], die – obwohl selbst häufig Gegner des Khomeini–Regimes – ihr Volk und ihre Kultur in grotesken Verzerrungen dargestellt fanden. Für IranerInnen hatte Mahmoodys Buch unmittelbare Auswirkungen im Alltag“, worüber Bassiri anschaulich berichtete. Mahmoody reproduziere laut Bassiri „eine Menge orientalistischer Stereotypen“, heißt es in einer Studie des Wiener Instituts für Konfliktforschung. Die Psychologin Rita Cornelia Kudrna konstatiert, die Frauenrechtlerin Nasrin Bassiri bemühe sich um eine detaillierte Entzerrung der Darstellung iranischer Lebensverhältnisse und verurteile gleichzeitig aufs schärfste die „rassistischen“ Ansichten und die dadurch ausgelöste Resonanz. In einer Sammelrezension befasste sich die taz-Journalistin Beate Hinrichs mit mehreren Veröffentlichungen von Frauen, die sich kritisch mit Mahmoodys Bestseller auseinandersetzten. Am meisten beeindruckte sie die Schrift von Nasrin Bassiri, die moralische Autorität besitze, weil sie selber im Iran verfolgt und ihr das Kind weggenommen wurde, und weil sie fliehen musste, allerdings aus politischen Gründen. Sie reagiere aber nicht mit blindem Hass, sondern analysiere differenziert die Rolle der Frauen im Iran. Sie schreibe „mit dem Herzen“ und dennoch klar.
Nasrin Bassiri ist freiberuflich als Journalistin und Publizistin tätig. Von 1994 bis Ende 2008 gestaltete und leitete sie die persische Sendung bei Radio Multikulti des rbb für die rund 20.000 in Berlin lebenden Exiliraner. Sie ist Redakteurin der Zeitschrift IranJournal und Vorstandsmitglied des Trägervereins Transparency for Iran. Sie ist gefragte Interviewpartnerin der Medien zur Lage der Frauen im Iran.

## Veröffentlichungen
Bücher
- Nicht ohne die Schleier des Vorurteils. Kritische Anmerkungen einer iranischen Frauenrechtlerin zu Betty Mahmoodys Buch zur Lage der Frau im Iran. Horizonte, Bad König 1991, ISBN 978-3-926116-35-2
  - Giriftār-i tārhā-i pīšdāwari: naqdī bar kitāb: Bidūn-i duḫtaram hargiz wa čihra-i zan-i īranī. Kārgāh-i Farhang-i Bainulmilal, Hīldishāym 1992, ISBN 978-3-910069-24-4

Aufsätze
- Parfüm ist wie ein Ehebruch. In: Claudia Wolf (Hrsg.): Wir sind die Hälfte: Frauen-Erfahrungen. Kaiser, München 1990, ISBN 978-3-459-01875-8; E-Book online
- Frauen in der Islamischen Republik Iran. In: Edith Laudowicz (Hrsg.): Fatimas Töchter: Frauen im Islam. PapyRossa-Verlag, Köln 1992, ISBN 978-3-89438-051-9, S. 62–74
- Antirassistische Erziehung – Eine Erziehung, die dort beginnen muss, wo rassistische Werbung aufhört. In: Helmut Essinger, Ali Uçar (Hrsg.): Erziehung: interkulturell, politisch, antirassistisch: von der interkulturellen zur antirassistischen Erziehung; ein Reader. Migro, Felsberg 1993, ISBN 978-3-925257-14-8, S. 94–99.
- Barabari im Iran und im Exil. In: Claudia Koppert (Hrsg.): Glück, Alltag und Desaster: über die Zusammenarbeit von Frauen. Orlanda-Frauenverlag, Berlin 1993, ISBN 3-922166-99-7, S. 183–198.